# Juan Antonio de Zunzunegui
Juan Antonio de Zunzunegui (* 21. Dezember 1901 in Portugalete; † 31. Mai 1982 in Madrid) war ein spanischer Schriftsteller.
Juan Antonio de Zunzunegui beschreibt in seinen realistischen Romanen und Novellen das moralische Versagen des spanischen Bürgertums vor und während des Franco-Regimes. Im Jahr 1960 wurde er zum Mitglied der Real Academia Española gewählt.
Günter Eich bearbeitete Don Lukas und das Unverkäufliche als Hörspiel (Produktion: NDR 1956).

## Werke
- ¡Ay ... estos hijos!, 1943
- La quiebra, 2 Bände, 1947
- La vida como es, 1954, deutsch Die dunklen Straßen von Madrid
- El don más hermoso, entstanden 1966–68, erschienen 1979